# SD 카드
시큐어 디지털(Secure Digital), 줄여서 SD 카드는 마쓰시타와 샌디스크, 도시바가 디지털 카메라, 핸드헬드 컴퓨터, PDA, GPS 장치와 같은 휴대용 장치에 사용하기 위해 개발한 플래시 (비휘발성) 메모리 카드 포맷이다. 2021년 기준으로, SD 카드의 용량은 8 메가바이트에서 128 테라바이트까지 사용할 수 있다. 4~32 기가바이트를 갖춘 카드들은 높은 용량을 지원하는 것을 구분하기 위해서 SDHC로 구분하며, 64 기가바이트 제품부터는 SDXC라는 별도의 기준을 적용하고 있다.
이 포맷은 매우 인기가 있음이 입증되었으나 오래된 장치들 사이에서와, 새로운 32 기가바이트 이상의 카드, SDXC 포맷을 사용할 때 호환성 문제를 일으킬 수 있으며, 이로써 소비자들에게 혼란을 야기할 수 있다.

## 역사
1999년 8월에 마쓰시타, 샌디스크, 도시바가 SD 메모리 카드라는 차세대 메모리 카드를 함께 개발하는 것에 동의했다고 선언하였다.

## 종류

### SDHC

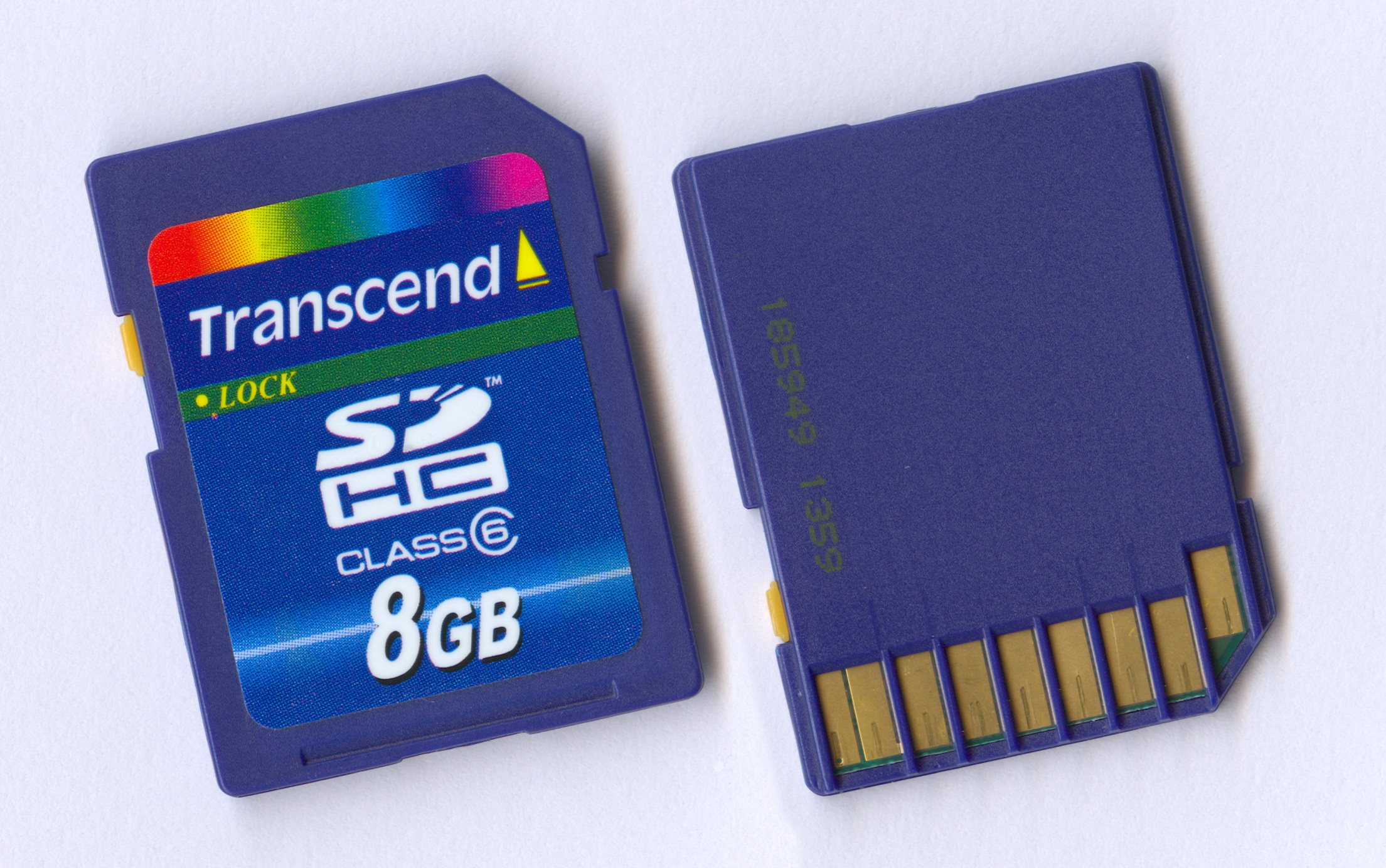
8 기가바이트 SDHC 카드

SD 표준의 확장인 SDHC는 2 기가바이트부터 32 기가바이트까지의 용량을 사용할 수 있다. SDHC 카드는 보통 FAT32 파일 시스템으로 포맷되어 있으며, 2 기가바이트가 넘는 파티션 용량을 지원한다.
SD와 같은 폼 팩터를 사용하지만 SDHC의 SD 2.0 표준은 다른 메모리 할당 방식을 사용한다. 그러므로 이론적으로 최대 용량은 2048 기가바이트에 다다른다. 그러나 SD협회에서는 32 기가바이트까지의 용량만을 규정하고 있으며 그 이상의 용량에 대해서는 exFAT을 기반으로 하는 SDXC 형식을 지원하고 있다. SDHC 카드는 SDHC 호환 장치에서만 동작하지만 표준 SD 카드는 SD와 SDHC 장치에 둘 다 사용할 수 있다. SDHC 상표는 호환성 검증을 위해 라이선스된다.
SD 카드는 SD 협회가 정의한 SD 속도 계열 등급을 가지고 있다. SD 속도 계열 등급은 비어있는 SDHC 카드 기준으로 다음의 최소 쓰기 속도를 지정하고 있다.
[하이스피드 모드 카드]

하이스피드 모드 카드의 로고

- 계열 2 (Class 2): 2 MB/초
- 계열 4 (Class 4): 4 MB/초
- 계열 6 (Class 6): 6 MB/초
- 계열 10 (Class 10): 10MB/초

[울트라하이스피드(UHS) 모드 카드]

울트라하이스피드 모드 카드의 로고 중 등급 1

- 등급 0 (Grade 0): 10 MB/초 미만
- 등급 1 (Grade 1): 10 MB/초
- 등급 2 (Grade 2): 20 MB/초

### SDXC
SDXC는 Secure Digital eXtended Capacity의 줄임말이다. 새로운규격으로서 2TB까지 지원한다. exFAT 파일 시스템을 사용한다. SDHC와 마찬가지로 하위제품(SD나, SDHC지원 기기)에 대한 호환성이 없다. SDXC지원 기기에서만 SDXC를 사용할 수 있다.

### SDIO

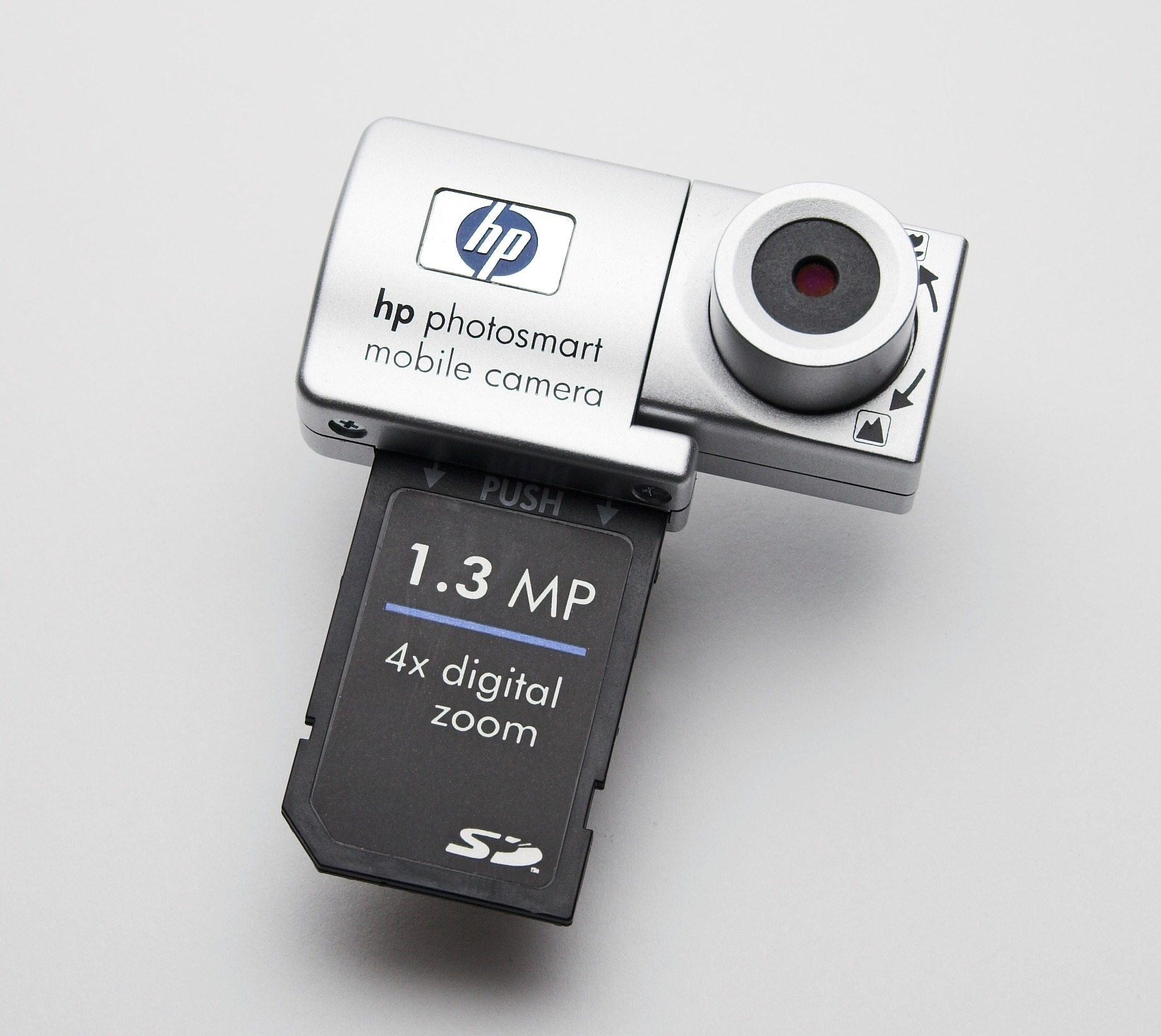
SDIO 인터페이스를 사용하는 카메라

SDIO는 Secure Digital Input Output의 준말이다.
SD 슬롯은 실제로 플래시 메모리 카드 이상으로 쓰일 수 있다. SDIO를 지원하는 장치들(팜 트레오와 같은 PDA, 가끔 노트북 컴퓨터나 휴대전화)은 GPS 수신기, 와이파이, 블루투스 어댑터, 모뎀, 이더넷 어댑터, 바코드 리더, IrDA 어댑터, FM 라디오 수신기, TV 수신기, RFID 리더, 디지털 카메라, 하드 드라이브와 같은 SD 폼 팩터를 위해 설계된 작은 장치들을 사용할 수 있다.
SD 카드는 SD 메모리 카드 호스트 컨트롤러(전력, 신호 처리 및 소프트웨어 등을 포함)와 완전히 호환된다. SDIO 카드가 SDIO를 인지하지 못하는 장치에 삽입된다 해도, 장치나 호스트 컨트롤러에 물리적 위험은 일으키지 않는다.

### SDUC
SDUC: 2018년 새로 지정된 표준이다. 최대 128TB까지 지원한다. 아직 이 규격에 도달한 제품이 없다.

## 폼 팩터
SD 카드는 오래된 멀티미디어카드 (MMC) 포맷을 기반으로 하지만 수많은 차이를 보이고 있다.
- SD 카드는 거꾸로 삽입하는 것을 막기 위해 비대칭 모양으로 되어 있다.
- 대부분의 SD 카드는 물리적으로 MMC보다 더 두껍다. SD 카드는 보통 32 mm x 24 mm x 2.1 mm으로 측정되지만 MMC와 같이 1.4 mm만큼 얇다.
- 접촉부가 카드 표면 아래에 움푹 들어가 있다. (메모리 스틱 카드도 이와 비슷하다) 접촉부가 모서리와 닿는 것을 막기 위해서이다.
- SD 카드는 보통 높은 데이터 전송률을 가지지만, MMC 표준의 최근 개선에 비추어 보면 언제나 전송률이 유동적이다.

### 쓰기 방지 탭
카드 위쪽을 보면(사진을 참고), 오른쪽 모퉁이에 움푹 파인 부분을 찾아 볼 수 있다.
왼쪽에는 보통 올리고 내릴 수 있는 탭이 자리 잡고 있다. 이를 쓰기 방지 탭이라고 한다. 이를 사용하여 쓰기를 금지하거나 쓰기를 허용할 수 있다. 이와 비슷한 것은 카세트 테이프나 플로피 디스크에서도 찾을 수 있다.
쓰기 방지 탭이 아래에 있으면, 쓰기가 보호되어 읽기 전용으로만 사용할 수 있다. 탭이 위에 있으면, 쓰기가 허용된다.
쓰기 방지 탭 기능은 SD 카드 협회의 가이드라인에 따르면 선택 사항이다. 일부 제조업체들은 쓰기 전환부가 쉽게 부러질 수 있다고 주장하며 자사의 모든 카드 모델에 이를 포함시키지 않는다고 언급하였다.

## 오픈 표준

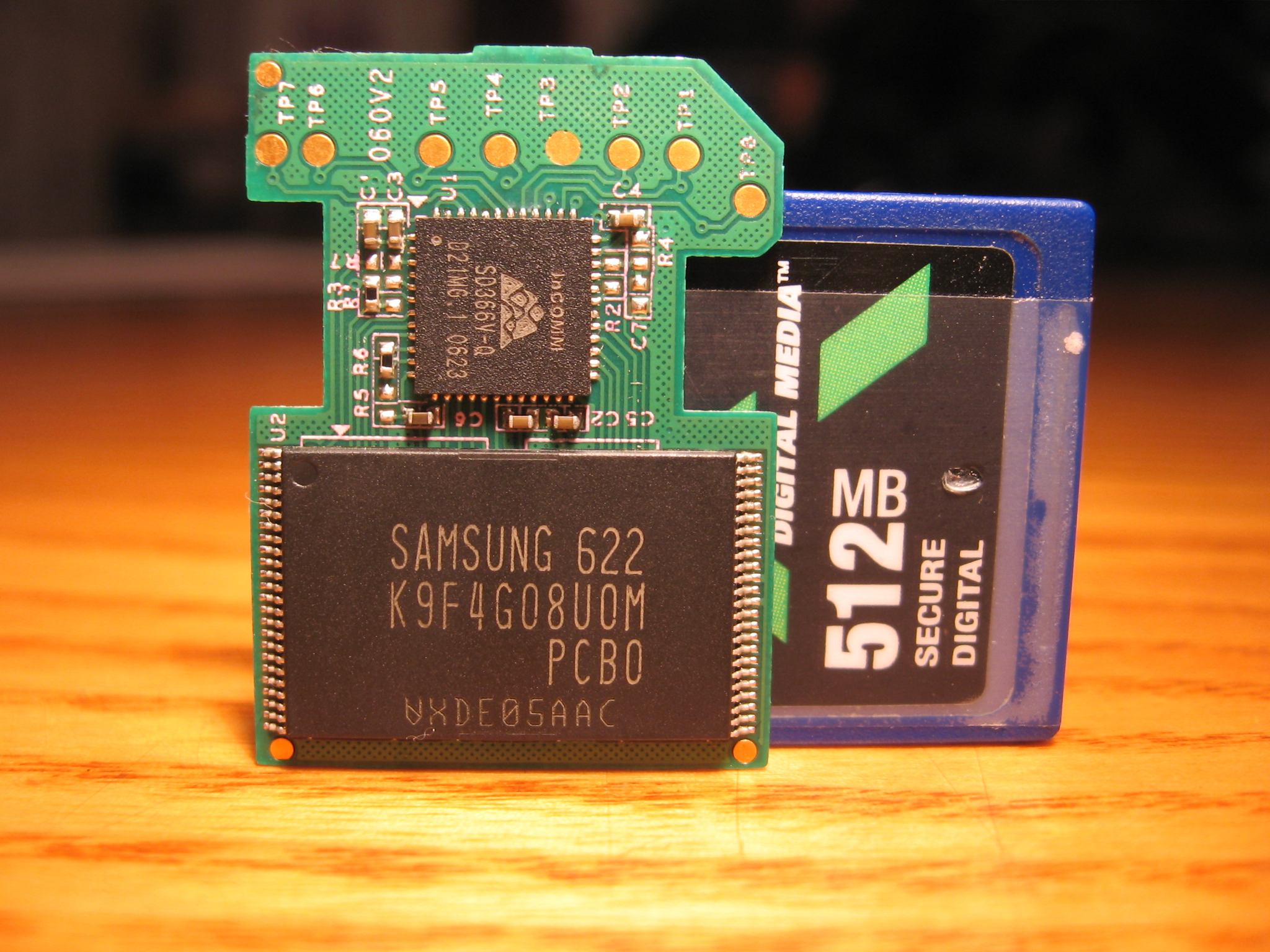
삼성 512 메가바이트 SD 카드의 내부

대부분의 메모리 카드 포맷과 같이, SD는 수많은 특허(이를테면 미국 특허 5602987)와 상표로 보호를 받고 있다.
다양한 SD 규격이 존재한다: 1.0, 1.1, 2.0, 3.0, 4.0(2011년)
이러한 규격들은 원래 오픈 소스 드라이버 개발을 금하는 기밀 유지 협약에 동의한 뒤에 사용할 수 있다. 이러한 시스템은 리버스 엔지니어링이며, 비 DRM 섹션의 메모리 카드들은 자유 소프트웨어 드라이버에 의해 접근될 수 있다.
그러나 이러던 가운데 SDCA는 제약이 약화된 라이선스 하의 단순한 버전의 규격에 대한 접근을 확립하였다. 대부분의 오픈 소스 드라이버가 이러한 접근 확립 이전에 쓰여지긴 하였지만, 이러한 접근 확립을 통해 몇 가지 호환 문제를 해결하는 데 도움을 주기도 하였다.

### 규격 설명
SD는 적어도 세 개의 전송 모드를 지원한다:
- 1비트 SD 모드
- 4비트 SD 모드
- SPI 모드

모든 메모리 카드는 세 가지 모드를 모두 지원하여야 한다. (SPI가 선택 사항인 마이크로SD는 예외이다) 이러한 카드들은 클럭 주파수를 최대 25 MHz까지, 하이스피드 카드의 경우 최대 50 MHz를 지원하여야 한다. SD 3.0에서 규정된 울트라하이스피드 카드의 경우에는 최대 104MHz까지 지원할 수 있으며, SD 4.0부터는 Serial Interface를 지원하기 시작했으며 최대 5Gbps의 성능을 지원할 수 있다.

### 디지털 권리 관리
SD 카드에 내장된 디지털 권리 관리 규격은 4C 엔티티에 의해 CPRM로 정의되어 있으며 크립토메리아 사이퍼 사용을 주로 한다. 내용은 비밀로 유지되며 허가된 이에게만 접근할 수 있게 한다. DVD 오디오가 이와 매우 비슷한 CPPM이라는 규격을 쓴다. 이 DRM은 보통은 눈에 띄지 않으며 몇몇 기기들만이 이것을 지원한다.

### 다른 플래시 메모리 포맷과의 비교
전반적으로 SD는 콤팩트플래시, USB 플래시 메모리 드라이브보다 덜 오픈되어 있다. 무료로 제공되지만 관련 로고와 상표에 대한 라이선스 비용을 요구한다는 것을 뜻한다.
그러나 SD는 공식 문건이 없는 메모리 스틱에 비해 더 오픈되어 있다. 모든 SD 카드는 적어도 잘 문서화된 SPI/MMC 모드를 자유롭게 사용할 수 있게 되어 있다.

## 속도

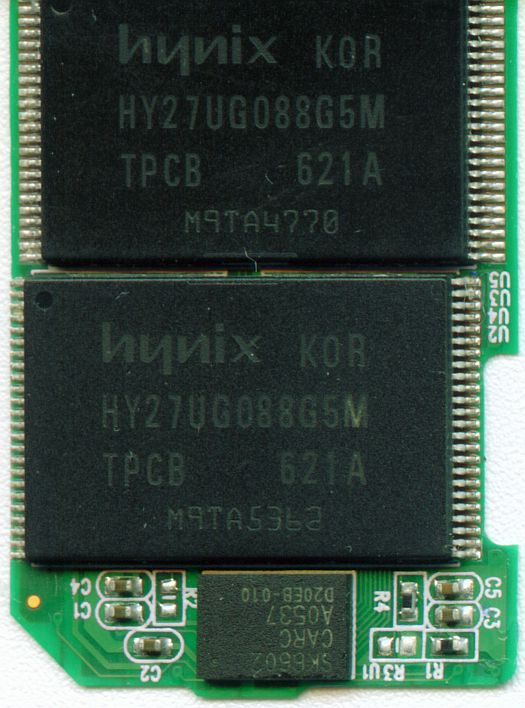
2GB SD 카드 내부 모습. 두 개의 낸드 플래시 칩 (위, 가운데), SD 컨트롤러 칩 (아래)

서로다른 속도 등급을 사용할 수 있으며, CD-ROM과 같은 시스템으로 측정된다. (150 킬로바이트/초, 곧 1배속 = 150 킬로바이트/초) 하이스피드 카드는 66배(10 메가바이트/초)와 같은 더 높은 데이터 전송률을 가지며 하이엔드 카드들은 무려 150배속 이상의 속도를 가진다. 최대 읽기 속도와 최대 쓰기 속도가 다르다는 것을 명심하라. 최대 속도는 보통 최대 읽기 속도보다 낮다. 일부 디지털 카메라는 동영상을 부드럽게 저장하거나 여러 장의 스틸 이미지를 연속으로 빠르게 기록하기 위해 빠른 쓰기 속도를 요구하기도 한다. 2005년 12월에 대부분의 장치들은 SD 카드 규격 1.01 (최대 66배속)을 따르고 있다. 최대 133배속인 더 빠른 속도는 규격 1.1에 정의되어 있다.
| 등급 | 읽기 속도 (Mbit/초) | 쓰기 속도 (Mbit/초) | 속도 계열 |
| ---- | ------------------- | ------------------- | --------- |
| 6×   | 7.2                 |                     |           |
| 10×  | 12.0                |                     |           |
| 13×  | 16.0                | 16                  | 2         |
| 26×  | 32.0                | 32                  | 4         |
| 32×  | 38.4                | 40                  |           |
| 40×  | 48.0                | 48                  | 6         |
| 66×  | 80.0                | 80                  | 10        |
| 100× | 120.0               | 120                 |           |
| 133× | 160.0               | 160                 |           |
| 150× | 180.0               | 180                 |           |
| 200× | 240.0               | 240                 |           |
| 266× | 320.0               | 320                 |           |
| 300× | 360.0               | 360                 |           |
| 400× | 480.0               | 480                 |           |
| 600× | 720.0               | 720                 |           |

## 특별한 기능
- SD Plus는 샌디스크가 만든 SD 카드의 일종으로, 통합 USB 단자를 가지고 있으므로 특별한 카드 리더 없이 USB 포트에 직접 꽂을 수 있다.[7] 이 개념은 성공적으로 입증되었으며 다른 회사들이 "듀오 SD"라는 상품 이름으로 이와 비슷한 설계를 시작하였다.
- 용량 표시: A-DATA라는 회사가 2006년에 선언한 것으로, 자체 디지털 디스플레이를 갖춘 SD 카드이다. 얼마나 용량이 남아 있는지 카드 위에 나타난다.[8]
- Eye-Fi사: 802.11g, 802.11b, 하위 호환 802.11n 무선 네트워크에 내장되어 있으며 정적 WEP 40/104/128, WPA-PSK, WPA2-PSK 보안 표준을 지원하는 와이파이 기능을 갖춘 SD 카드를 생산한다. 이 카드는 SD 슬롯 카드가 있는 디지털 카메라와 동작하며, 캡처된 그림을 직접 윈도 PC나 애플 컴퓨터로 무선으로 보낼 수 있다. 여기서 Flickr.com과 같은 웹 사이트로 자동으로 업로드할 수도 있다. 무선 네트워크 연결 범위에 있지 않은 경우, 카드는 그림이 전송될 때까지 2 기가바이트 용량(EYE-FI-2GB 모델)을 이용할 수 있다.

## 같이 보기
- SD 카드 협회
- 멀티미디어카드